# Mazlum Doğan
Mazlum Doğan (ur. 1956 w Karakoçan, zm. 21 marca 1982 w Diyarbakır) – kurdyjski dziennikarz i jeden z członków założycieli Partii Pracujących Kurdystanu (PKK). Pochodził z alewickiej mniejszości kurdyjskiej.

## Życiorys
Doğan rozpoczął naukę w szkołach średnich w Eskişehir, Karakoçan, Dersim i Balıkesir. Po pomyślnym zdaniu egzaminów wstępnych zapisał się w 1974 na prestiżowy Uniwersytet Hacettepe w Ankarze na Wydział Ekonomiczny. Podczas studiów na uczelni poznał innych młodych Kurdów, którzy wprowadzili go w świat polityki. Rozwinął w sobie pasję do czytania, a ci, którzy go dobrze znali, mówili, że potrafił przeczytać nawet pięćset stron lub więcej dziennie. Opuścił uniwersytet w 1976 i powrócił do regionu kurdyjskiego, aby angażować się politycznie. Tam dołączył do ruchu studenckiego, który stał się prekursorem Partii Pracujących Kurdystanu.
Był pierwszym redaktorem naczelnym propagandowej gazety PKK, „Serxwebûn”. W 1979 planował opuścić Turcję i udać się do Syrii, ale został aresztowany i odbył karę w niesławnym więzieniu nr 5 w Diyarbakırze.
21 marca 1982 podpalił swoją więzienną celę na znak protestu przeciwko tureckiemu zamachowi stanu oraz nieludzkim warunkom panującym w więzieniu, które dotykały jego i innych osadzonych. Obecnie jest przedstawiany jako bohater i męczennik przez PKK oraz powiązane organizacje.